# Herman Hugo
Herman Hugo (Bruxelas, 9 de maio de 1588 - Rheinsberg, 11 de setembro de 1629) foi um padre jesuíta, escritor e capelão militar. Sua Pia desideria, um livro de emblemas espiritual publicado em Antuérpia em 1624 foi "o livro de emblemas religioso mais popular do século XVII". Passou por 42 edições latinas e foi amplamente traduzido até o século XVIII.

## Vida
Herman Hugo nasceu em Bruxelas e estudou filosofia e teologia na Antiga Universidade de Lovaina. Ele morreu de peste em 11 de setembro de 1629 em Rheinsberg.

## Obras
- Pia desideria emblematis elegiis at affectibus SS. Patrum illunstrata, Antuérpia, 1624
- Obsidio bredana, Antuérpia, escritório Plantin, 1626. Um conto do Cerco a Breda (1624) por Ambrogio Spinola.
- De militia equestri antiqua et noua ad regem Philippum IV, Antuérpia, Ex Officina Plantiniana, 1630 (póstumo)